# Grumman F6F Hellcat
Grumman F6F Hellcat var et jagerfly til brug på hangarskibe, der blev udviklet som afløser for F4F Wildcat til brug i United States Navy. Selv om F6F lignede sin forgænger havde den et helt nyt design og var udstyret med en 2.000 hk Pratt & Whitney R-2800. Nogle kaldte den for "Wildcats storebror". Hellcat og Vought F4U Corsair var de mest anvendte jagerfly i den amerikanske flåde i den anden halvdel af 2. verdenskrig.
Hellcat-flyet var det første fly i den amerikanske flåde, som blev designet på baggrund af erfaringerne fra kampe med den japanske Zero. Hellcat -flyet fik æren for at have ødelagt 5.271 fly mens det var i tjeneste i den amerikanske flåde og det amerikanske marinekorps (5.163 i Stillehavet og yderligere otte under invasionen i Sydfrankrig samt 52 for Royal Navy under 2. verdenskrig), hvilket var flere end nogen anden allieret flytype. Efter krigen blev Hellcat udfaset fra tjeneste i første linje, men forblev i brug indtil slutningen af 1954 som natjager.

## Design og udvikling
Grumman arbejdede på en efterfølger til F4F Wildcat længe inden japanerne angreb Pearl Harbor. Selv om F4F var en ganske god jager, viste tidlige luftkampe at den japanske A6M Zero var mere manøvredygtig og kunne stige hurtigere end en F4F. F4F havde dog nogle fordele i forhold til Zero. En Wildcat kunne tåle langt flere træffere end en Zero og var pansret. F4F var også langt hurtigere i et dyk end Zeroen, en fordel, som ofte blev brugt af piloter, som ville undslippe angribende Zeroer. F6F Hellcat var udformet, så den udbyggede de fordele som F4F havde, samtidig med at den kunne flyve hurtigere og længere, så den kunne overgå Zeroen.
Kontrakten om prototypen XF6F-1 blev underskrevet den 30. juni 1941 og flyet blev udformet så det kunne gøre brug af Wright R-2600 Cyclone-motoren med 1.700 hk, som skulle drive en tre-bladet Curtiss Electric propel. På baggrund af rapporter fra kampe mellem F4F Wildcat og A6M Zero besluttede Grumman at gøre det nye jagerfly endnu stærkere. Grumman omkonstruerede og styrkede flyets skrog, så det kunne benytte den 2.000 hk stærke Pratt & Whitney R-2800 Double Wasp, hvilket man regnede med ville øge flyets præstationer med 25%. I stedet for det smalle hånddrevne landingsstel på Wildcat fik Hellcat et bredt hydraulisk landingsstel, som trak hjulene op i vingerne. Vingen var monteret lavt på kroppen og var bygget således at den kunne foldes sammen, så flyet fyldte mindre på hangardækket. Cockpittet var placeret højt på kroppen og der var taget hensyn til at der skulle være et godt udsyn for piloten i alle retninger.
Prototypen XF6F-1 med Cyclone-motoren fløj første gang den 26. juni 1942 og blev efterfulgt af den første med Double Wasp motor XF6F-3 (02982), som fløj første gang den 30. juli 1942. Den første produktions F6F-3, med en R-2800-10 (de sene produktionsudgaver anvendte R-2800-10W) med en tre-bladet Hamilton-Standard propel, fløj den 3. oktober 1942, og flyet blev taget i brug af VF-9 på USS Essex i februar 1943. To natjager-udgaver af F6F-3 blev også udviklet. F6F-3E var ombyggede standard F6F-3'er og havde en AN/APS-4 radar i en beholder, som var monteret under højre vinge. En lille radarskærm var monteret midt på instrumentbrættet og kontrolpanelet var monteret i bagbords side af cockpittet. Den senere F6F-3N, som først så dagens lys i juli 1943, var udstyret med AN/APS-6 radaren i en strømlinet udposning på forkanten af det yderste af den højre vinge. I november 1943 kom Hellcat natjagere første gang i kamp.
Standardbevæbningen på en F6F-3 bestod af seks 12,7 mm Browning M2 luftkølede maskingeværer med 400 granater hver. Senere udgaver blev udstyret med tre ophængningspunkter, så flyet kunne bære over 900 kg bomber. Det midterste ophængningspunkt kunne også bære en ekstra 568 liter benzintank. Seks 127 mm raketter kunne monteres under vingerne, tre på hver side.
Flyet var udstyret med sikkerhedsglas og i alt 96 kg pansring af cockpittet foruden pansring af olietanken og oliekøleren. En selvtættende benzintank mindskede risikoen for brand og gjorde det ofte muligt for beskadigede fly at nå hjem. I alt 4.402 F6F-3'er blev bygget frem til april 1944 hvor produktionen blev skiftet over til F6F-5.
F6F-5 havde en række forbedringer, heriblandt den kraftigere R-2800-10W motor, som havde et vand-injektionssystem og var placeret i et mere strømlinet design. Den havde en flad panserglas rude foran i stedet for det buede plexiglas på F6F-3 og en indre panserglasskærm. Hertil kom, at den bagerste del af skroget og halen var forstærket og bemalingen var ændret til en glinsende søblå. Efter at de første F6F-5'er var blevet bygget blev de små vinduer bag det store vindue i cockpittet udeladt. Ved at installere en AN/APS-6 radar til F6F-5 fik man natjageren F6F-5N, som var genkendelig på at den havde en strømlinet radar monteret på den yderste del af den styrbords vinge. Et lille antal standard F6F-5'er blev også udstyret med kameraer til rekognosceringsopgaver. De fik betegnelsen F6F-5P. Selv om alle F6F-er kunne udstyres med en 20 mm M2 kanon i hver vinge (med 220 granater) sammen med to par 12,7 mm maskingeværer (med hver 400 patroner), blev denne mulighed kun udnyttet på mange af de senere F6F-5N natjagere. F6F-5 var den mest talrige version, da der blev bygget i alt 7.870 af dem.
Andre prototyper i F6F serien var XF6F-2 (66244) og F6F-3, som blev ombygget til at kunne bruge en turbodrevet Wright R-2600-15, som senere blev udskiftet med en turbodrevet Pratt & Whitney R-2800-21. Præstationerne viste sig ikke at være så gode som ventet, og turboladerne viste sig at være upålidelige på begge motorer. 66244 blev tilbagekonverteret til en standard F6F-3 og afleveret til flåden. Inden XF6F-2 blev bygget blev XF6F-1 (02981) anvendt til testformål for en planlagt F6F-4: XF6F-4, som fløj første gang den 3. oktober 1942 og var bevæbnet med fire 20 mm kanoner og med en R-2800-27-motor. Denne model blev afvist, og 02981 blev bygget om til en F6F-3 og også overdraget til flåden. To XF6F-6 (70188 og 70913) blev ombygget fra F6F-5 til at bruge en 18-cylindret 2.100 hk Pratt & Whitney R-2800-18W to-trins kompressions stjernemotor med vandindsprøjtning, som drev en firebladet propel. XF6F-6'erne var den hurtigste udgave i Hellcat-serien og havde en tophastighed på 671 km/t). Krigen sluttede inden denne udgave nåede at blive sat i masseproduktion.
Den sidste Hellcat blev bygget i november 1945. Det samlede antal bygget var 12.275 hvor af 11.000 var blevet bygget på blot to år. Dette store antal blev begrundet med det fornuftige første design, som ikke krævede store ændringer da først produktionen kom i gang.
Den amerikanske flåde foretrak de mere føjelige flyveegenskaber på F6F sammenlignet med Vought F4U Corsair, især under starter og landinger på hangarskibe, og F6F vedblev med at være standardjageren på hangarskibene indtil F4U serien til sidst blev godkendt til operationer fra hangarskibe i slutningen af 1944. Udover dens gode flyveegenskaber var Hellcat let at vedligeholde og var bygget så solidt, at den kunne holde til rutinemæssig brug på hangarskibe. Ligesom Wildcat var Hellcat designet med henblik på at være nem at bygge og i stand til at overleve betydelige skader. Den amerikanske flådes største flyver-es til alle tider kommandør David McCampbell vandt alle sine 34 luftsejre i en Hellcat. Han beskrev på et tidspunkt F6F som "...en fremragende jager. Den klarede sig godt, var let af flyve og en stabil kanonplatform; men det jeg især husker var at den var solid og let at vedligeholde".

## Anvendelse
Hellcat-flyet kom første gang i kamp med japanerne den 1. september 1943 da jagere fra fra USS Independence nedskød en Kawanishi H8K "Emily" flyvebåd. Kort efter, den 23. og 24. november, kom Hellcat-jagere i kamp med japanske fly over Tarawa, hvor de efter sigende nedskød 30 Mitsubishi Zero'er, mens de selv kun mistede en F6F. Over Rabaul på New Britain, den 11 november 1943, kom Hellcats og Corsairs i daglange kampe med mange japanske fly, heriblandt A6M Zero'er, og nedskød næsten 50 fly.
Da der blev arrangeret luftkampe mod en erobret Zero Type 52, viste det sig at Hellcat var hurtigere i alle højder. F6F kunne stige højere end Zeroen over 4.270 meter og rullede hurtigere ved hastigheder over 378 km/t. Den japanske jager kunne sagtens dreje hurtigere end sin amerikanske modstander ved lav hastighed og havde en anelse bedre stigningshastighed under 4.270 meter. Undersøgelsesrapporten konkluderede:
"Kom ikke i hundeslagsmål med en Zero 52. Forsøg ikke at følge den i et loop eller en halvrulning med en pull-through. Under angreb skal man bruge sin overlegne motorkraft og høje hastighed til at angribe på det bedste tidspunkt. For at undslippe en forfølgende Zero 52 skal man rulle og dykke bort i en højhastighedsdrejning."  
Hellcatjagerne udgjorde den største del af flådens jagere under Slaget i det Filippinske hav, hvor så mange japanske fly blev skudt ned, at flådens flyvere døbte slaget "Den store kalkunjagt ved Marianerne". F6F stod for 75% af alle sejrene i luftkamp, ifølge den amerikanske stillehavsflådes registreringer. Radar-udstyrede Hellcat natjagere dukkede frem i begyndelsen af 1944.
Den amerikanske flåde og marinekorpsets piloter fløj 66.530 kampmissioner og nedskød 5.163 fly (56% af alle flåde/marinekorps luftsejre under krigen) mens de selv mistede 270 Hellcats (et sejrsforhold på 19:1). Flyet klarede sig god mod de bedste japanske modstandere, med et 13:1-forhold mod Mitsubishi A6M, 9,5:1 mod Nakajima Ki-84 og 3,7:1 mod Mitsubishi J2M i krigens sidste år. F6F blev det amerikanske fly, som skabte flest flyveresser med 305. De amerikanske luftsejre blev ikke alene tilskrevet bedre fly, men også at de kom op imod stadig mere uerfarne japanske flyvere fra 1942 og frem, så vel som at de havde fordelen af stigende talmæssig overlegenhed.
I rollen som jagerbomber nedkastede Hellcat-fly 5.899 ton bomber.
Den britiske flådes flyvetjeneste modtog 1.263 F6Fs under Lend-Lease-ordningen. I starten blev de betegnet som Grumman Gannet Mark I. I begyndelsen af 1943 gik man af nemhedsgrunde over til navnet Hellcat og F6F-3 fik betegnelsen Hellcat F I, mens F6F-5 blev til Hellcat F II og F6F-5N til Hellcat NF II. De kom i kamp ud for Norge, i Middelhavet og i Fjernøsten. Et antal blev udstyret med kameraer til rekognoscering ligesom F6F-5P og fik betegnelsen Hellcat FR II. De britiske Hellcats fik langt færre chancer for at komme i luftkamp end amerikanerne. De nedskød i alt 52 fjendtlige fly under 18 luftkampe fra maj 1944 til juli 1945. 1844 Naval Air Squadron, ombord på HMS Indomitable fra den britiske stillehavsflåde havde det største antal sejre med 32,5.
I lighed med andre Lend-Lease-fly blev Hellcat hurtigt udskiftet med britiske fly efter krigens slutning og kun to af de 12 eskadriller, der havde Hellcats ved krigens slutning havde dem stadig ved udgangen af 1945. Disse to eskadriller blev opløst i 1946.
Efter krigen blev Hellcat efterfulgt af F8F Bearcat som var mindre, kraftigere og mere manøvredygtig end Hellcat, men kom for sent til at komme i kamp under 2. verdenskrig. Hellcat blev herefter brugt til sekundære opgaver – herunder træning i flåden. I slutningen af 1952 anvendte Guided Missile Unit 90 F6F-5K droner, som hver havde en 908 kg bombe, ved angreb på broer i Korea. De startede fra USS Boxer og blev styret over radioen af en ledsagende AD Skyraider. Den franske flåde var udrustet med F6F-5 Hellcats og brugte dem i Indokina. Uruguays flåde brugte dem også indtil starten af 1960'erne.

## Versioner
XF6F-1
Den første prototype med en 2-trins 2.000 hk Wright R-2600-10 Cyclone 14 stjernemotor.
XF6F-2
Anden prototype med en turboladet Wright R-2600-16 Cyclone stjernemotor.
XF6F-3
Den første XF6F-1 prototype ombygget og udstyret med en to-trins kompressordrevet 2.000 hk Pratt & Whitney R-2800-10 Double Wasp stjernemotor.
F6F-3
Ensædet jager eller jagerbomber med en 2.000 hk Pratt & Whitney R-2800-10 Double Wasp stjernemotor.
Gannet Mk. I
Britisk betegnelse for F6F-3 Hellcat; senere omdøbt til Hellcat F Mk.I.
F6F-3E
Natjagerudgave udstyret med en AN/APS-4-radar i en strømlinet udposning på det yderste af højre vinge.
F6F-3N
Endnu en natjagerversion udstyret med en nyere AN/APS-6 radar i en udposning på det yderste af højre vinge.
XF6F-4
En F6F-3 udstyret med en to-hastigheds turboladet 2.100 hk Pratt & Whitney R-2800-27 Double Wasp stjernemotor.
F6F-5 Hellcat
Forbedret udgave med redesignet kølesystem, ny frontrude med en integreret skudsikker frontrude, nye krængeror og forstærkede haleplaner med en 2.200 hk Pratt & Whitney R-2800-10W (-W angiver Water Injection) stjernemotor.
Hellcat F Mk II
Britisk betegnelsen for F6F-5 Hellcat.
F6F-5K Hellcat
Et antal F6F-5'er og F6F-5N'er blev ombygget til radiostyrede måldroner.
F6F-5N Hellcat
Natjager udgave udstyret med en AN/ APS-6 radar. Nogle var udstyret med to 20 mm AN/M2 maskinkanoner inderst på vingerne og fire 12,7 mm Browning maskingeværer længere ude.
Hellcat NF Mk. II
Britisk betegnelse for F6F-5N Hellcat.
F6F-5P Hellcat
Et lille antal F6F-5'er blev ombygget til fotorekognosceringsfly, med kameraer indbygget i bagenden af skroget.
Hellcat FR Mk II
Britisk betegnelse for Hellcats udstyret med kameraer.
XF6F-6
To F6F-5'er som blev udstyret med en 2.100 hk Pratt & Whitney R-2800-18W stjernemotor og fire-bladede propeller.
FV-1
Foreslået betegnelse for Hellcat-jagere, der skulle bygges af Canadian Vickers. Opgivet inden nogen fly nåede at blive bygget.

## Brugere
Frankrig
- Franske flåde

 Storbritannien
- Royal Navy

 USA
- United States Navy
- United States Marine Corps

 Uruguay
- Uruguays flåde

## Overlevende eksemplarer
Et forholdsvis stort antal Grumman F6F eksisterer stadig, enten på museer eller i flyvedygtig stand. Ordnet efter Bu.No. er det:

### Storbritannien
Flyvedygtig
- F6F-5K Hellcat, BuNo. 80141 kan flyve og ejes af The Fighter Collection i Duxford.[48]

Fremvisning
- F6F-5 Hellcat, BuNo. 79779 kan ses i Fleet Air Arm Museum på RNAS Yeovilton.[49]

### USA
Flyvedygtige
- F6F-3 Hellcat, BuNo. 41930 kan flyve og ejes af Chino Warbirds Inc. i Houston, Texas.[50]
- F6F-5 Hellcat, BuNo. 70222 kan flyve og ejes af Commemorative Air Force (Southern California Wing) i Camarillo, Californien.[51]
- F6F-5 Hellcat, BuNo. 78645 kan flyve og ejes af Yanks Air Museum i Chino, Californien.[52]
- F6F-5K Hellcat, BuNo. 79683 kan flyve og ejes af Kalamazoo Aviation History Museum i Kalamazoo, Michigan.[53]
- F6F-5 Hellcat, BuNo. 79863 kan flyve og ejes af Vulcan Warbirds Inc. Den står på Flying Heritage Collection i Everett, Washington.[54]
- F6F-5N Hellcat, BuNo. 94204 kan flyve og ejes af Lone Star Flight Museum i Galveston, Texas.[55]
- F6F-5N Hellcat, BuNo. 94473 kan flyve og ejes af Palm Springs Air Museum i Palm Springs, Californien.[56]

Fremvisning
- F6F-3 Hellcat, BuNo. 41476 fremvises på Evergreen Aviation & Space Museum i McMinnville, Oregon. Det er udlånt fra National Museum of the Marine Corps i Triangle, Virginia.[57]
- F6F-3K Hellcat, BuNo. 41834 fremvises på National Air and Space Museum i Washington D.C..[58]
- F6F-3 Hellcat, BuNo. 42874 fremvises på San Diego Aerospace Museum i San Diego, Californien.[59]
- F6F-5 Hellcat, BuNo. 66237 fremvises på National Museum of Naval Aviation i Pensacola, Florida.[60]
- F6F-5K Hellcat, BuNo. 77722 fremvises på Joint Base Andrews Naval Air Facility i Maryland.[61]
- F6F-5K Hellcat, BuNo. 79192 fremvises på New England Air Museum i Windsor Locks, Connecticut.[62]
- F6F-5K Hellcat, BuNo. 79593 fremvises på USS Yorktown/Patriots Point Naval & Maritime Museum i Mount Pleasant, South Carolina.[63]
- F6F-5 Hellcat, BuNo. 94203 fremvises på National Museum of Naval Aviation i Pensacola, Florida.[64]
- F6F-5K Hellcat, BuNo. 94263 fremvises på Cradle of Aviation Museum i New York. Det er udlånt fra USMC Museum i Quantico, Virginia.[65]

Under restaurering
- F6F-3 Hellcat, BuNo. 25910 er under restauering på National Museum of Naval Aviation i Pensacola, Florida efter at være blevet hævet fra Lake Michigan i 2009.[66]
- F6F-3 Hellcat, BuNo. 40467 er under restauering på Yanks Air Museum i Chino, Californien.[67]
- F6F-3 Hellcat, BuNo. 43041 er under restauering så den kan flyve på Fantasy of Flight i Polk City, Florida.[68]
- F6F-5 Hellcat, BuNo. 70185 er under restauering på Quonset Air Museum i Quonset Point, Rhode Island.[69]